# El Camino Real
El Camino Real, též Calle Real (anglicky: Royal Road, nebo King's Highway, česky: Královská cesta) je název historické silnice dlouhé 965 km, která spojuje 21 misií včetně 3 pueblos a 4 presidií, založených španělskými misionáři v letech 1683 až 1834 na území Baja California (dnes Mexiko) a Alta California (dnes Kalifornie). V současnosti se tímto názvem označuje cesta spojující misie San Diego de Alcalá v San Diego s misií San Francisco Solano ve městě Sonoma.

## Historie
První katolickou misii, Misión de San Bruno, založili v roce 1683 na Kalifornském poloostrově španělští jezuité, kteří se tu museli vyrovnávat s neúrodnou půdou i odporem domorodců. Po jejich neúspěšném působení v oblasti byli v roce 1768 králem Karlem III. Španělským odvoláni zpět do Španělska a prohlášeni za nežádoucí.
V roce 1769 přistál ve městě San Diego františkán Junípero Serra a jeho zásluhou vzniklo postupně v Alta California 21 katolických misií. Zasloužil se o zlepšení životních podmínek domorodců a kromě "obracení na víru" je naučil obdělávat půdu, zakládat vinice a stavět domy.
Původní cesta tedy začala v Baja California Sur v Mexiku a postupně propjila 3 puebla, 4 presidia (opevněna sídla) a 21 misií v Alta California. Stavba silnice byl náročný úkol, který trval mnoho let. Nejdříve bylo třeba zlepšit cesty v souvislosti se vznikem nových misií. Mnozí misionáři měli technické znalosti, které usnadnily rozvržení a výstavbu El Camino Real.
Španělské misie prošly obdobími absolutní zkázy, zanedbávání a destrukce. Díky péči státu byly obnoveny a v současnosti připomínají tyto stavby pojítka mezi Novým a Starým světem a jejich historie i architektura jsou dokladem příbuznosti Kalifornie a Mexika.

## Seznam misií v Horní Kalifornii
| Název misie a místo                                               | Rok založení | Souřadnice                        |
| ----------------------------------------------------------------- | ------------ | --------------------------------- |
| Misión de San Francisco Solano, Sonoma                            | 1823         | 38°17′38″ s. š., 122°27′22″ z. d. |
| Misión de San Rafael Arcángel, San Rafael                         | 1817         | 37°58′28″ s. š., 122°31′40″ z. d. |
| Misión de San Francisco de Asís (Mission Dolores), San Francisco  | 1776         | 37°45′51″ s. š., 122°25′36″ z. d. |
| Misión de San José, Fremont                                       | 1797         | 37°32′3″ s. š., 121°55′ z. d.     |
| Misión de Santa Clara de Asís, Santa Clara                        | 1777         | 37°20′58″ s. š., 121°56′29″ z. d. |
| Misión de Santa Cruz, Santa Cruz                                  | 1791         | 36°58′40″ s. š., 122°1′45″ z. d.  |
| Misión de San Juan Bautista, San Juan Bautista                    | 1797         | 36°50′46″ s. š., 121°32′8″ z. d.  |
| Misión de San Carlos Borromeo de Carmelo, Carmel-by-the-Sea       | 1770         | 36°32′35″ s. š., 121°55′13″ z. d. |
| Misión de Nuestra Señora de la Soledad, Soledad                   | 1791         | 36°24′17″ s. š., 121°21′20″ z. d. |
| Misión de San Antonio de Padua, Jolón                             | 1771         | 36°0′56″ s. š., 121°15′ z. d.     |
| Misión de San Miguel Arcángel, San Miguel, San Luis Obispo County | 1797         | 35°44′41″ s. š., 120°41′53″ z. d. |
| Misión de San Luis Obispo de Tolosa, San Luis Obispo              | 1772         | 35°16′51″ s. š., 120°39′53″ z. d. |
| Misión de La Purísima Concepción, Lompoc, Santa Barbara County    | 1787         | 34°40′18″ s. š., 120°25′19″ z. d. |
| Misión de Santa Inés, Solvang                                     | 1804         | 34°35′41″ s. š., 120°8′13″ z. d.  |
| Misión de Santa Bárbara, Santa Barbara                            | 1786         | 34°26′19″ s. š., 119°42′49″ z. d. |
| Misión de San Buenaventura, Ventura                               | 1782         | 34°16′53″ s. š., 119°17′52″ z. d. |
| Misión de San Fernando Rey de España, Mission Hills (Los Angeles) | 1797         | 34°16′26″ s. š., 118°27′41″ z. d. |
| Misión de San Gabriel Arcángel, San Gabriel                       | 1771         | 34°5′54″ s. š., 118°6′24″ z. d.   |
| Misión de San Juan Capistrano, San Juan Capistrano                | 1776         | 33°30′11″ s. š., 117°39′46″ z. d. |
| Misión de San Luis Rey de Francia, Oceanside                      | 1798         | 33°13′57″ s. š., 117°19′10″ z. d. |
| Misión de San Diego de Alcalá, San Diego                          | 1769         | 32°47′5″ s. š., 117°6′22″ z. d.   |

## Současnost
El Camino Real tvoří v současnosti moderní dálnice a silnice, které přibližně sledují průběh historické cesty:
- Interstate 5, od mexických hranic do Anaheimu
- Anaheim Boulevard, Harbor Boulevard, California State Route 72 a Whittier Boulevard, z Anaheimu do Los Angeles
- U.S. Highway 101, z Los Angeles do San José
- California State Route 82, ze San José do San Francisco
- Interstate 280, v San Francisco
- U.S. Route 101, ze San Francisco do Novato
- California State Route 37, z Novato do Sears Point
- California State Route 121, ze Sears Point do Sonoma
- California State Route 12, v Sonoma

## Galerie

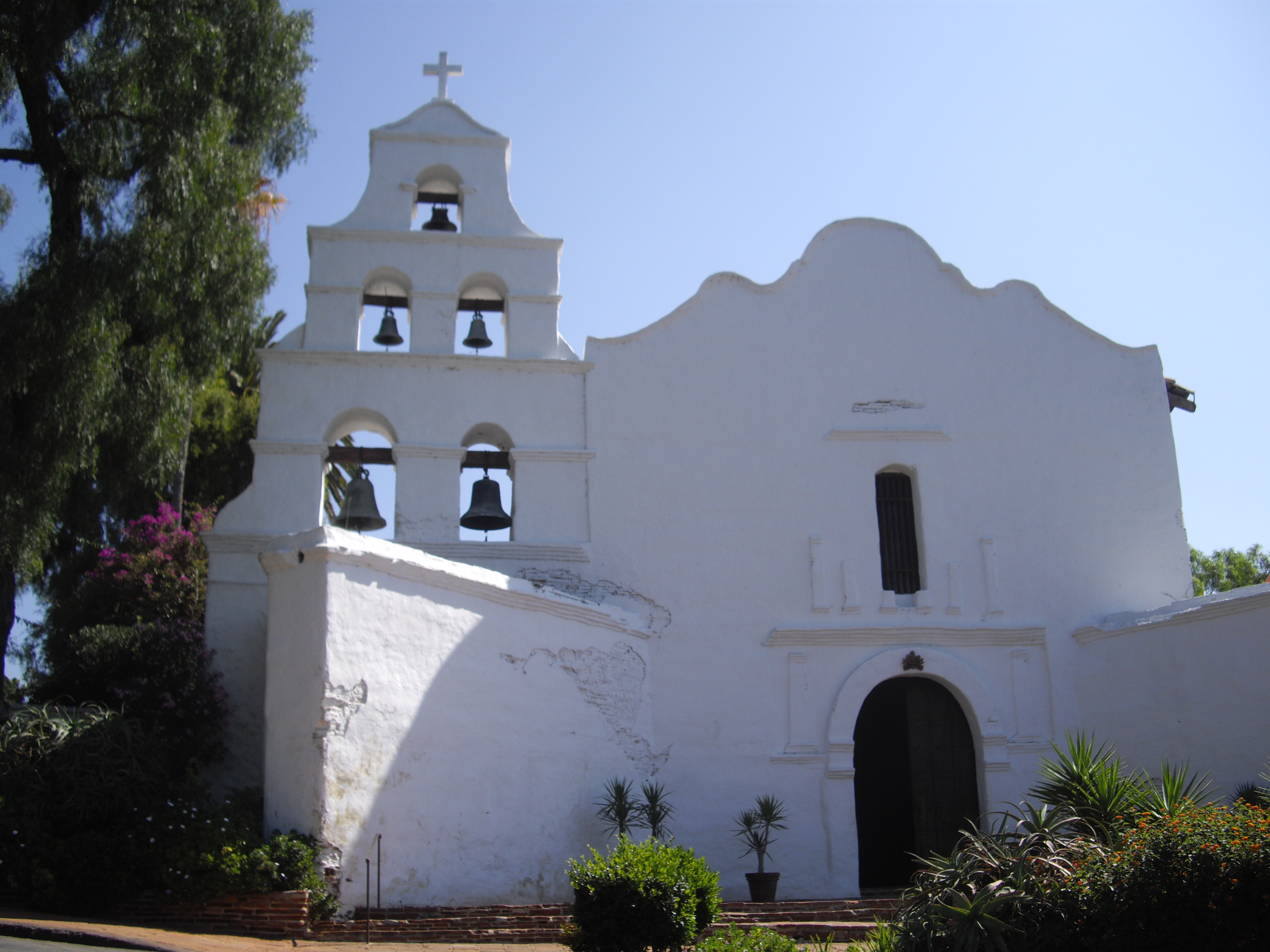
Kostel misie San Diego de Alcalá, San Diego
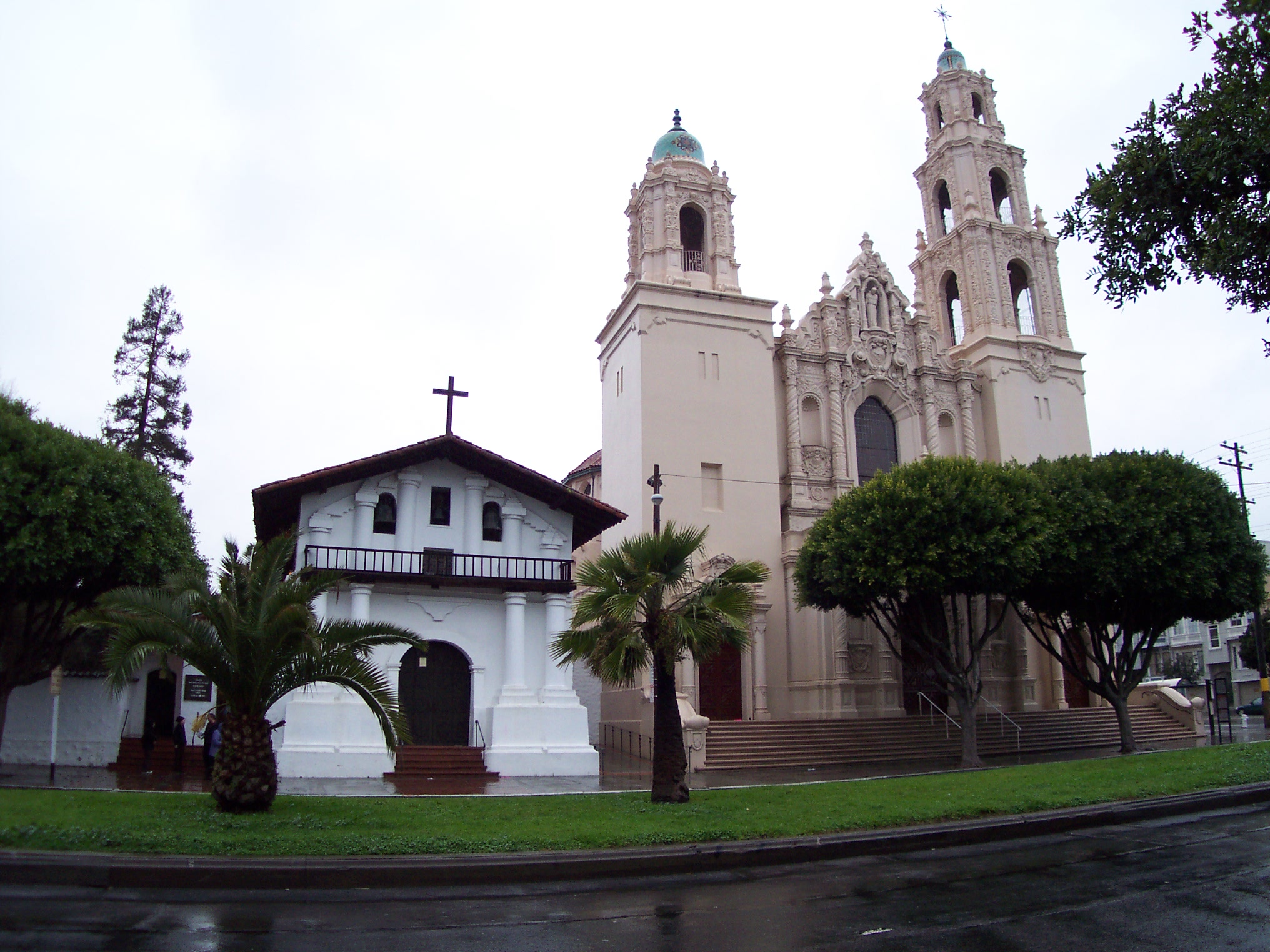
Kostel a bazilika misie San Francisco de Asis, San Francisco
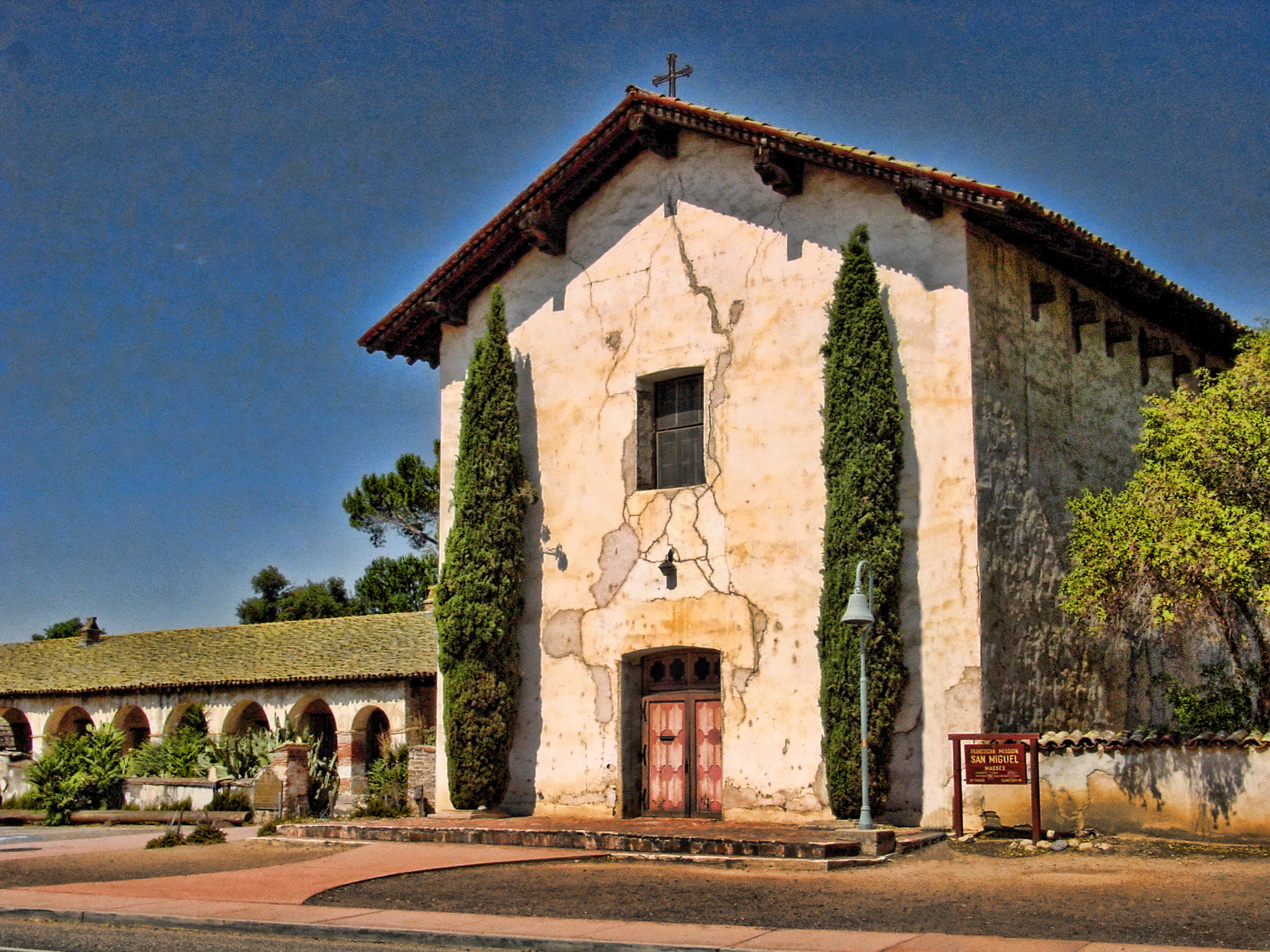
Misie San Miguel Arcángel, San Miguel
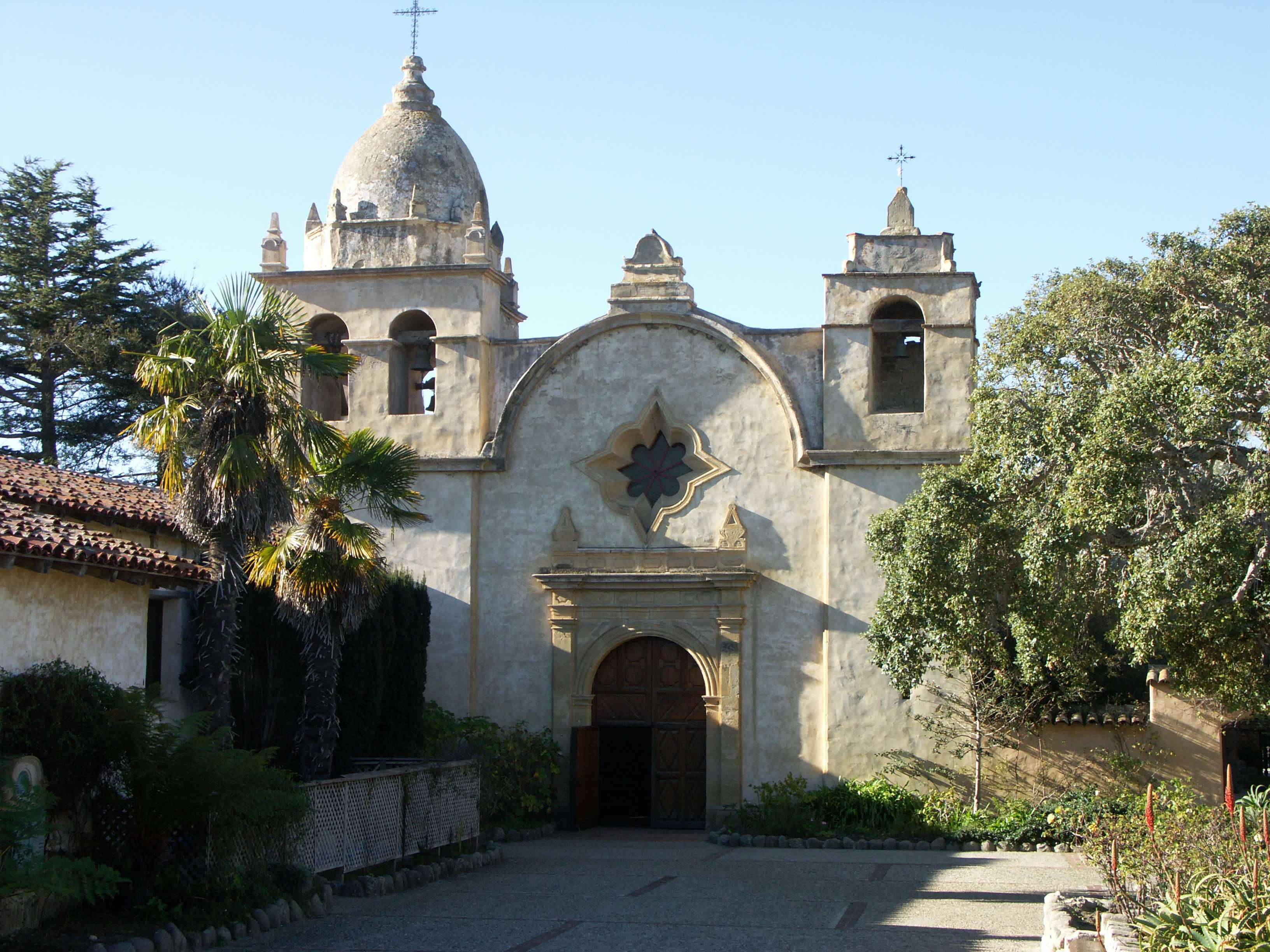
Misie San Carlos Borromeo de Carmelo, Carmel-by-the-Sea
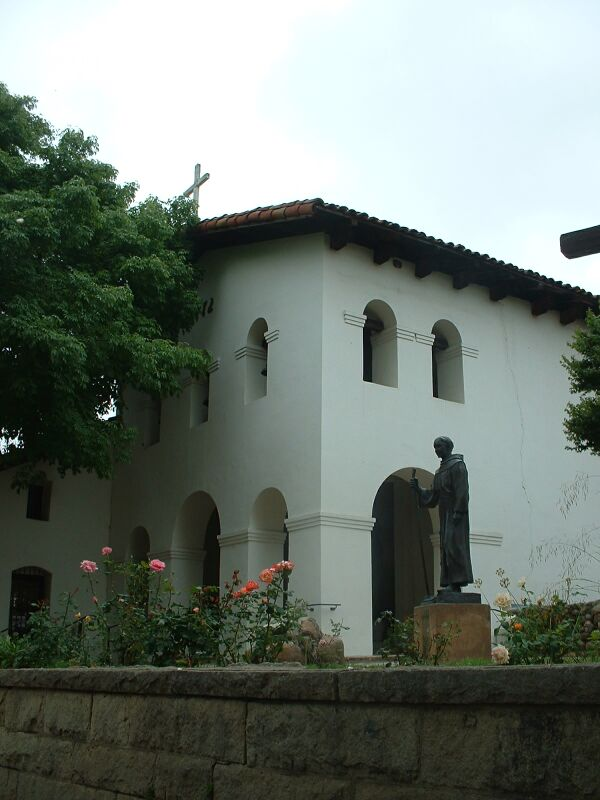
Misie San Luis Obispo de Tolosa, San Luis Obispo